# Žinčica
Žinčica (in slovacco) o żentyca (in polacco) è una bevanda a base di latte di pecora simile al kefir. È un sottoprodotto nel processo di produzione del formaggio bryndza.
I bryndzové halušky è comunemente con žinčica.